# Spasenie
Spasenie ist eine belarussische christliche und Pop-Rock-Band aus Brest, die im Jahr 1989 gegründet wurde.

## Geschichte
Die Band wurde im August 1989 gegründet, als sich um einen Gitarristen, einen Geiger und einen Saxophonisten (junge Musiker gaben ein improvisiertes Konzert im zentralen Park von Brest) spontan etwa 150 Personen versammelten. Die Jungen spielten nur Musik und plötzlich, nach dem Ende eines Liedes, hörten sie Applaus hinter sich. Das berührte sie, und die Spieler erkannten, dass es notwendig ist, sich in einer Band zusammenzuschließen.
Im selben Jahr begannen sie zu proben, schrieben erste Lieder und wurden einige Monate später zu einer Tournee durch Sacha eingeladen.
Zu ihrem 17. Geburtstag gab die Band ein großes Konzert mit dem Orchester im Palast der Republik, das im Jahr 2006 auf der DVD „17 Live“ veröffentlicht wurde.
Ein Merkmal der Band ist, dass Musik nicht von einem, sondern von allen Mitgliedern komponiert wird.
Die Band war sehr oft im Ausland auf Tour: mit Auftritten besuchten Musiker die baltischen Länder, die Ukraine, Rumänien, Polen, Deutschland, Kanada, Russland, die Vereinigten Staaten, das Vereinigte Königreich, Südkorea, Südafrika und weitere Regionen.
Am 3. August 2019 feierte die Band das 30-jährige Bestehen mit einem großen Konzert mit dem Orchester auf dem Leninplatz in Brest.

## Bandname
Der Name „Spasenie“ (russisch Спасение; deutsch Heil) kam den Bandmitgliedern noch einer ungenannten Band in den Sinn in den frühen 1990er-Jahren, als die Jungs mit dem Zug nach Jakutien fuhren, und zeigt, dass Musik für sie tatsächlich ein Heil ist. „Gott hat jedem ein Geschenk, ein Talent und eine Berufung gegeben. Und für einen Menschen besteht die wahre Rettung darin, alles zu finden“, erzählte der Frontmann Igor Mucha Wolha Samusik von der Musykalnaja gaseta über die Wahl des Namens im Jahr 2005.

## Sprachfrage
In den ersten 15 Jahren ihres Bestehens sang die Band ausschließlich auf Russisch, doch mit der Veröffentlichung des Albums Crossing the Jordan wurde die englische Sprache in ihren Liedern viel häufiger gehört. Der Sänger Igor Mucha antwortete Wolha Samusik von der Musykalnaja gaseta auf die Sprachfrage wie folgt: „Wir leben in Brest. Dies ist eigentlich die Grenze. Sein besonderes Merkmal ist die Mischung von Sprachen. Es gibt viele Wörter aus dem Ukrainischen, dem Polnischen... Es gab weder die reine belarussische noch die russische Sprache. Deshalb sangen wir nicht in der Muttersprache, sondern in der russischen Sprache. Obwohl ich die unbestreitbare Melodik des Belarussischen erkenne, ist Englisch auch musikalisch sehr flexibel. Wenn wir es mit Russisch vergleichen, ist es wegen all dieser Buchstabenkombinationen ‚br‘, ‚str‘ usw., darin schwieriger zu singen. Es war also nicht schwer, für uns zu wechseln“.

## Soziale Aktivität
Die Band veranstaltet jedes Jahr den Rockmusikfestival-Wettbewerb „X-Star“ (seit 2005) und organisiert jährlich ein großes Jugendkonzert in Brest mit dem Titel „russisch Город света“ (deutsch Die Stadt des Lichts) (seit 2009). Die Bandmitglieder sind auch gegen Schwangerschaftsabbruch.
Im Jahr 2019 organisierte die Band zusammen mit der Nationalen Akademie der Wissenschaften von Belarus eine Führung mit dem Titel „Brest ist die Stadt der Bibel“.

## Bandmitglieder
- Igor Mucha – Gesang, Saxophon, Gitarre (1989—)
- Pawel Schelpuk – Gesang, Violine, Gitarre, E-Gitarre (1989—)
- Peter Semenuk – Keyboard, Gesang (1989—)
- Mike Choby – E-Gitarre
- Dmitri Golodko – Sologitarre

Texter
- Alex Borisjuk – Gitarre (1989—)

Toningenieur
- Andrei Kovaltschuk

Ehemalige Mitglieder und Tourmusiker
Tatsiana Schelpuk (Gesang, Keyboard), Wadsim Semenuk (Schlagzeug), Wital Kaleschinskij (Schlagzeug), Yezhy Khaichuk (Schlagzeug), Alex Manezki (Schlagzeug), Dave Geer (Schlagzeug), Leonid Borisewitsch (Sologitarre), Vasily Mashliakevich (E-Bass), Stanislav Jantschin (E-Bass), Dmitri Branawizki, Andrey Kleschtschow, Danny Platt, Brian Montrey usw.

## Diskografie

### Alben
- 1992: Хабаровский край
- 1992: Возвращение домой (Musical)
- 1992: Старые песни
- 1993: Мой Бог скала
- 1995: Только Ты
- 1997: Человек без зубила
- 1998: Бьют часы
- 1999: Exit
- 2000: Летит безжалостное время
- 2001: ... а Солнце за кормой
- 2001: Еврейский альбом
- 2003: Без слов о том же (mit Igor Rudy)
- 2003: Кардиограмма
- 2004: Crossing the Jordan (mit Tim Spransy und Becky Sharp)
- 2007: Acoustic
- 2009: Spasenie
- 2011: Reboot (mit Brian Montrey)
- 2012: Вечные слова

### Kompilationalben
- 1999: 10 лет, The Best

### Live-DVDs
- 2007: 17 Live

### Beiträge zu Kompilationen
- 2006: Серебряный граммофон (ONT), Track „Плачет небо“.[15]
- 2006: Первый интернационал (Vigma), Track „The Word Was Spoken“.
- 2006: Золотая 20: зима 2007 (West Records), Track „Плачет небо“.[15]

### Musikvideos
- Никто кроме Тебя
- Расстояние (2003)
- На метр от земли (2004)
- Плачет небо / The Word Was Spoken (2005)
- Осень
- Странные сны

## Auszeichnungen und Nominierungen
- 2006: Alpha-radio Auszeichnungen „russisch Золотое ухо“.[16]
- 2009: Nominierung im Wettbewerb „Just Pain Folks Music Awards“ für das Lied „... а Солнце за кормой“.[17]
- 2009: Nominierung in der Kategorie „Für einen Beitrag zur Entwicklung der Musik“ bei den jährlichen Gospel Music Vereinigung Auszeichnungen.
- 2010: das Radio Brest Festival „russisch Знай Наших - 3“: Beste Band, Bester Frontmann (Igor Mucha).
- 2019: Diplom des Abgeordnetenrates der Stadt Brest.[8]